# Craig MacKay
Craig Innis MacKay (* 1. April 1927 in Banff; † 28. Februar 2020 in Saskatoon) war ein kanadischer Eisschnellläufer.
MacKay, der für den Saskatoon Speed Skating Club startete, begann im Alter von 15 Jahren mit dem Eisschnelllauf und wurde im Jahr 1947 erstmals kanadischer Meister. Bei den Olympischen Winterspielen im folgenden Jahr in St. Moritz lief er auf den 14. Platz über 5000 m und auf den 13. Rang über 10.000 m. Letztmals international startete er bei den Olympischen Winterspielen 1952 in Oslo. Dort belegte er den 24. Platz über 10.000 m, den 23. Rang über 5000 m, den 16. Platz über 1500 m und den 15. Platz über 500 m. In den folgenden Jahren war er Ersatz bei der kanadischen Mannschaft für die Olympischen Winterspiele 1956 und Olympischen Winterspiele 1960 und beendete seine Karriere bei den kanadischen Winterspielen im Jahr 1967. Danach war er in der Sportverwaltung tätig und wurde im Jahr 1976 in die Speed Skating Canada Hall aufgenommen.

## Persönliche Bestleistungen
| Disziplin | Zeit        | Datum             | Ort    |
| --------- | ----------- | ----------------- | ------ |
| 500 m     | 44,9 s      | 12. Februar 1950  | Oslo   |
| 1000 m    | 1:37,4 min  | 18. Januar 1950   | Hamar  |
| 1500 m    | 2:25,0 min  | 18. Februar 1952  | Oslo   |
| 3000 m    | 5:16,2 min  | 13. Dezember 1949 | Gjøvik |
| 5000 m    | 8:44,4 min  | 8. Januar 1950    | Hamar  |
| 10.000 m  | 18:27,4 min | 19. Februar 1952  | Oslo   |